# كسوف الشمس 19 مارس 2007
حدث كسوف جزئي للشمس في 18-19 مارس 2007. يحدث كسوف الشمس عندما يمر القمر بين الأرض والشمس ،
وبالتالي يحجب صورة الشمس كليًا أو جزئيًا عن مشاهد على الأرض. يحدث كسوف جزئي للشمس في المناطق القطبية من الأرض عندما يغيب مركز ظل القمر عن الأرض.

## الرؤية
بدأ هذا الكسوف الجزئي مرئيًا من الهند عند شروق الشمس ، عبر آسيا ، وإنتهى بالقرب من غروب الشمس فوق شمال ألاسكا . كان الخسوف مرئيًا أيضًا في الجزء الشرقي من روسيا الأوروبية عند شروق الشمس. كان هذا هو الخسوف الثاني لموسم الخسوف ، وكان الأول هو خسوف القمر في مارس 2007.

## الصور

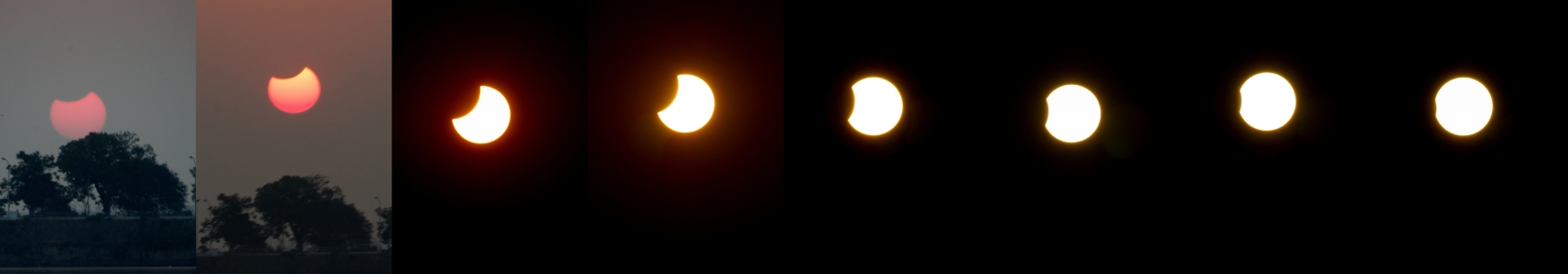
تطور الكسوف من حيدر أباد ، الهند

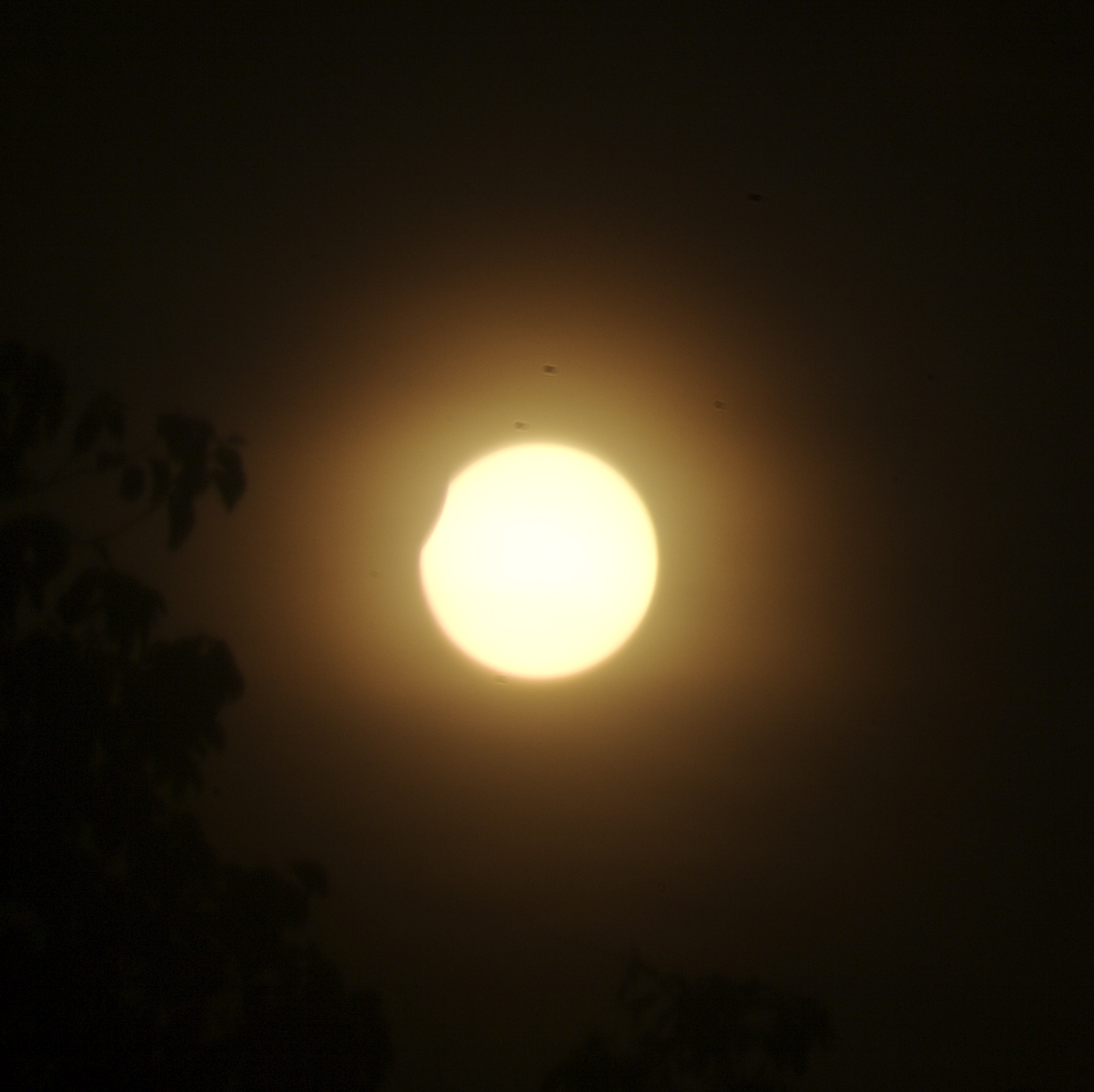
ماهاراغاما ، سريلانكا ، 1:03 UTC
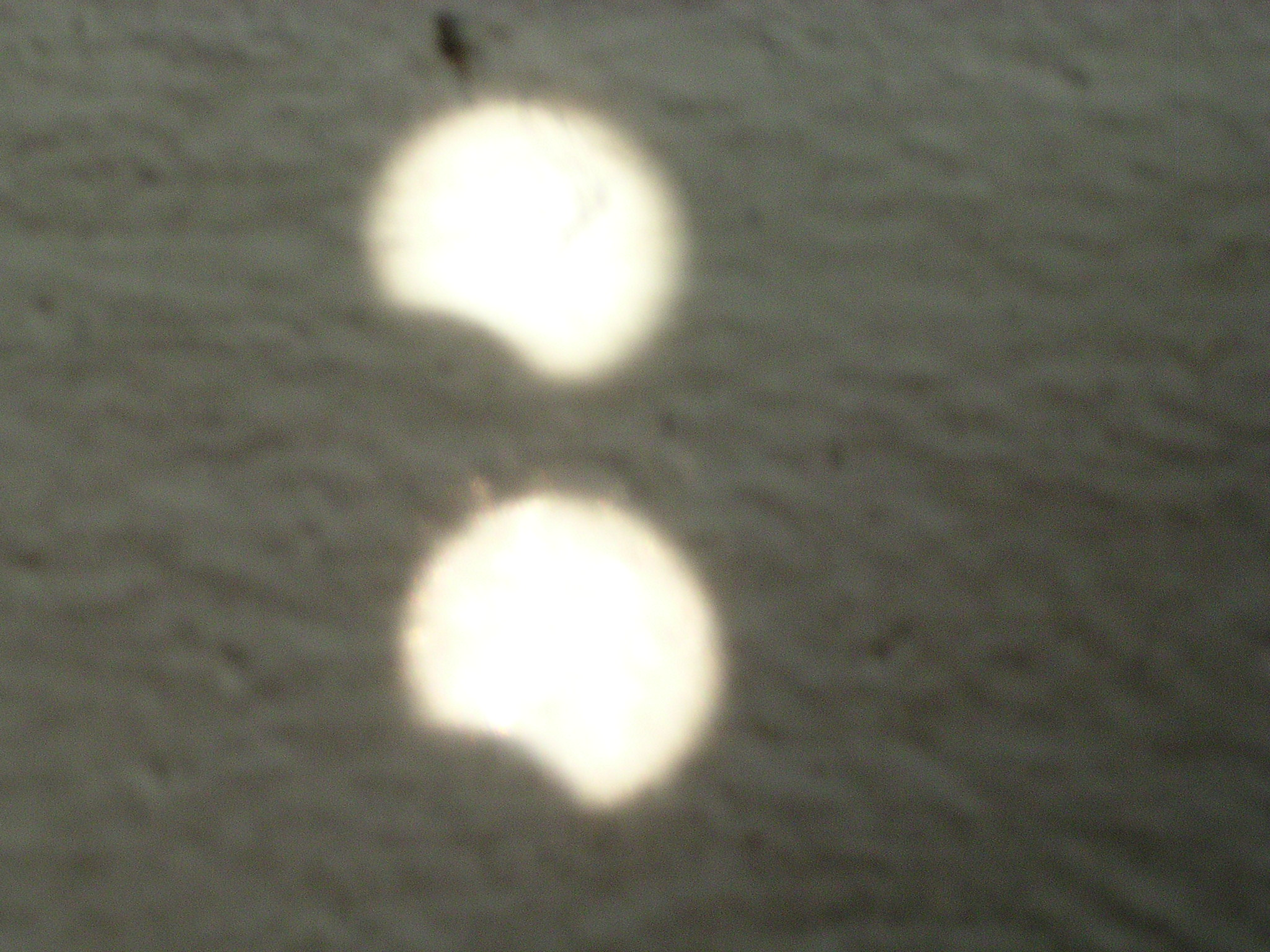
ظل الكسوف من خون كاين ، تايلاند  [لغات أخرى]‏ ، 1:28 UTC

## الخسوفات ذات الصلة

### كسوف عام 2007
- خسوف كلي للقمر في 3 مارس .
- كسوف جزئي للشمس في 19 مارس.
- خسوف كلي للقمر في 28 أغسطس .
- كسوف جزئي للشمس في 11 سبتمبر .

### كسوف الشمس 2004-2007
هذا الكسوف هو جزء من سلسلة تتكرر كل 177 يومًا تقريبًا و 4 ساعات في العقد متناوبة من مدار القمر.
| مجموعات سلسلة كسوف الشمس من 2004-2007 | مجموعات سلسلة كسوف الشمس من 2004-2007    | مجموعات سلسلة كسوف الشمس من 2004-2007 | مجموعات سلسلة كسوف الشمس من 2004-2007 | مجموعات سلسلة كسوف الشمس من 2004-2007     | مجموعات سلسلة كسوف الشمس من 2004-2007 | مجموعات سلسلة كسوف الشمس من 2004-2007 |
| ------------------------------------- | ---------------------------------------- | ------------------------------------- | ------------------------------------- | ----------------------------------------- | ------------------------------------- | ------------------------------------- |
| عقدة تصاعدية                          | عقدة تصاعدية                             | عقدة تصاعدية                          |                                       | عقدة تنازلية                              | عقدة تنازلية                          | عقدة تنازلية                          |
| Saros                                 | Map                                      | Gamma                                 | Saros                                 | Map                                       | Gamma                                 |                                       |
| 119                                   | كسوف الشمس 19 أبريل 2004 Partial (south) | -1.13345                              | 124                                   | كسوف الشمس 14 أكتوبر 2004 Partial (north) | 1.03481                               |                                       |
| 129 Partial from Naiguatá             | كسوف الشمس 8 أبريل 2005 Hybrid           | -0.34733                              | 134 Annular from مدريد                | كسوف الشمس 3 أكتوبر 2005 Annular          | 0.33058                               |                                       |
| 139 Total from Side, Turkey           | كسوف الشمس 29 مارس 2006 Total            | 0.38433                               | 144 Partial from ساو باولو            | كسوف الشمس 22 سبتمبر 2006 Annular         | -0.40624                              |                                       |
| 149 From جايبور                       | كسوف الشمس 19 مارس 2007 Partial (north)  | 1.07277                               | 154 From قرطبة                        | كسوف الشمس 11 سبتمبر 2007 Partial (south) | -1.12552                              |                                       |

### ساروس 149
الساروس الشمسي 149 ، يتكرر كل حوالي 18 سنة و 11 يومًا ، يحتوي على 71 حدثًا.
بدأت السلسلة بكسوف جزئي للشمس في 21 أغسطس 1664.
وشهدت كسوفًا كليًا من 9 أبريل 2043 إلى 2 أكتوبر 2331.
وتنتهي السلسلة عند الحدث 71 ككسوف جزئي في 28 سبتمبر 2926.
أطول كسوف كلي سيكون يوم 17 يوليو 2205 عند 4 دقائق و 10 ثوان.
| تحدث أعضاء السلسلة 15-25 بين عامي 1901 و 2100: | تحدث أعضاء السلسلة 15-25 بين عامي 1901 و 2100: | تحدث أعضاء السلسلة 15-25 بين عامي 1901 و 2100: |
| 15                                             | 16                                             | 17                                             |
| ---------------------------------------------- | ---------------------------------------------- | ---------------------------------------------- |
| January 23, 1917 [الإنجليزية]                  | February 3, 1935 [الإنجليزية]                  | February 14, 1953 [الإنجليزية]                 |
| 18                                             | 19                                             | 20                                             |
| February 25, 1971 [الإنجليزية]                 | March 7, 1989 [الإنجليزية]                     | كسوف الشمس 19 مارس 2007                        |
| 21                                             | 22                                             | 23                                             |
| March 29, 2025 [الإنجليزية]                    | April 9, 2043 [الإنجليزية]                     | April 20, 2061 [الإنجليزية]                    |
| 24                                             | 25                                             |                                                |
| May 1, 2079 [الإنجليزية]                       | May 11, 2097 [الإنجليزية]                      |                                                |

### سلسلة ميتونيك
تكرر سلسلة ميتونيك كل 19 عامًا (6939.69 يومًا) ، وتستمر حوالي 5 دورات.يحدث الكسوف في نفس تاريخ التقويم تقريبًا. بالإضافة إلى ذلك ، تكرر سلسلة أوكتون الفرعية 1/5 من ذلك أو كل 3.8 سنوات (1387.94 يومًا). تحدث جميع الكسوفات في هذا الجدول عند العقدة الصاعدة للقمر.
| 22 من أحداث الكسوف بين 5 يناير 1935 و 11 أغسطس 2018 | 22 من أحداث الكسوف بين 5 يناير 1935 و 11 أغسطس 2018 | 22 من أحداث الكسوف بين 5 يناير 1935 و 11 أغسطس 2018 | 22 من أحداث الكسوف بين 5 يناير 1935 و 11 أغسطس 2018 | 22 من أحداث الكسوف بين 5 يناير 1935 و 11 أغسطس 2018 |
| January 4-5                                         | October 23-24                                       | August 10-12                                        | May 30-31                                           | March 18-19                                         |
| 111                                                 | 113                                                 | 115                                                 | 117                                                 | 119                                                 |
| --------------------------------------------------- | --------------------------------------------------- | --------------------------------------------------- | --------------------------------------------------- | --------------------------------------------------- |
| January 5, 1935 [الإنجليزية]                        |                                                     | August 12, 1942 [الإنجليزية]                        | May 30, 1946 [الإنجليزية]                           | March 18, 1950 [الإنجليزية]                         |
| 121                                                 | 123                                                 | 125                                                 | 127                                                 | 129                                                 |
| January 5, 1954 [الإنجليزية]                        | October 23, 1957 [الإنجليزية]                       | August 11, 1961 [الإنجليزية]                        | May 30, 1965 [الإنجليزية]                           | March 18, 1969 [الإنجليزية]                         |
| 131                                                 | 133                                                 | 135                                                 | 137                                                 | 139                                                 |
| January 4, 1973 [الإنجليزية]                        | October 23, 1976 [الإنجليزية]                       | August 10, 1980 [الإنجليزية]                        | May 30, 1984 [الإنجليزية]                           | March 18, 1988 [الإنجليزية]                         |
| 141                                                 | 143                                                 | 145                                                 | 147                                                 | 149                                                 |
| January 4, 1992 [الإنجليزية]                        | October 24, 1995 [الإنجليزية]                       | August 11, 1999 [الإنجليزية]                        | كسوف الشمس 31 مايو 2003                             | كسوف الشمس 19 مارس 2007                             |
| 151                                                 | 153                                                 | 155                                                 | 157                                                 | 159                                                 |
| كسوف الشمس 4 يناير 2011                             | كسوف الشمس 23 أكتوبر 2014                           | كسوف الشمس 11 أغسطس 2018                            |                                                     |                                                     |